# Ellen Widmann
Ellen Widmann, née le 15 décembre 1894 à Bienne et morte le 22 octobre 1985  à Zurich, est une actrice suisse.

## Biographie
Fille de l'écrivain Max Widmann et petite-fille de Joseph Victor Widmann (de), elle fut également l'épouse de l'acteur Adolf Manz. Elle commença sa carrière théâtrale en 1914 en Allemagne. De retour en Suisse en 1939, elle joua une vingtaine d'années au Schauspielhaus de Zurich.
En 1970, Ellen Widmann a reçu l'Anneau Hans Reinhart.

## Filmographie sélective
- 1931 : M le maudit de Fritz Lang
- 1971 : Emil i Lönneberga de Olle Hellbom